# Galga
Galga ist ein Fluss in Nordungarn. Er zählt zu den rechten Nebenflüssen des Flusses Zagyva.

## Verlauf
Die Quelle des Flusses liegt ungefähr zwei Kilometer nordwestlich der Gemeinde Becske im Kreis Balassagyarmat im südlichen Teil des Komitats Nógrád. Er verläuft zunächst in südlicher Richtung vorbei an den Gemeinden Nógrádkövesd, Galgaguta, Acsa, Püspökhatvan und Galgagyörk. In Galgamácsa ändert sich die Fließrichtung nach Südosten. Der Fluss bewegt sich zwischen Gemeinden Iklad und Domony hindurch und dann südlich der Stadt Aszód vorbei. Danach fließt er nördlich der Gemeinden Hévízgyörk, Galgahévíz und Tura vorbei und mündet ein Kilometer südlich der Stadt Jászfényszaru in den Fluss Zagyva. Somit befindet er sich in drei Komitaten Ungarns: dem Komitat Nógrád, dem Komitat Pest und dem Komitat Jász-Nagykun-Szolnok.
Der Fluss hat eine Länge von ungefähr 65 Kilometern.